# Енгелхард II фон Хиршхорн
Енгелхард II фон Хиршхорн Млади (на немски: Engelhard II 'der Jüngere' von Hirschhorn; † пр. 9 март 1387) е благородник, рицар от род Хиршхорн на Некар в Хесен.

## Биография
Той е син на Еберхард I фон Хиршхорн († 1361) и съпругата му Елизабет фон Шауенбург († сл. 1374), дъщеря на Хайнрих II фон Шауенбург († сл. 1315) и Маргарета фон Бебенбург. Сестра му Маргарета фон Хиршхорн († 1380) е омъжена 1364 г. за Конрад V фон Бикенбах († 1393.).
Енгелхард II фон Хиршхорн е осъден и изгубва собствености. Фамилията фон Хиршхорн измира по мъжка линия през 1632 г.

## Фамилия
Енгелхард II фон Хиршхорн се жени пр. 29 май 1347 г. за шенка Маргарета фон Ербах († 20 май 1381/1383), дъщеря на Конрад III фон Ербах-Ербах († 1363) и Ида фон Щайнах († 1341). Те имат децата:
- Конрад фон Хиршхорн († 15 август 1358)
- Ханс V фон Хиршхорн († 18 ноември 1426), юрист, дипломат, женен I. за Елза фон Кронберг († 1395/1397), II. (I.) на 18 юни 1398 г. във Флонхайм за вилдграфиня Иланд фон Даун († сл. 4 февруари 1421)

- Албрехт II фон Хиршхорн († 17 юли 1400), бургграф на Щаркенбург, женен за Анна фон и цу Франкенщайн († сл. 1410), дъщеря на Йохан I фон Франкенщайн († 1401) и Анна Кемерер
- Еберхард II фон Хиршхорн († 16 юни 1421), господар на Цвингенберг, женен ок. 1380 г. за Демуд Кемерер фон Вормс († 28 февруари 1425), дъщеря на Петер II Кемерер фон Вормс-Бехтолсхайм († 1387) и Елизабет фон Линдау († 1371)
- Маргарета (Аделхайд) фон Хиршхорн († 15 юни 1380), омъжена пр. 13 март 1364 г. за Конрад V фон Бикенбах 'Млади'  († 4 октомври 1393), син на Конрад III фон Бикенбах († 1354) и Агнес фон Ербах († сл. 1347)
- Елизабет фон Хиршхорн († сл. 1397), омъжена пр. 1 юли 1380 г. за Еберхард фон Найперг († 1 януари/15 май 1406), син на Райнхард фон Найперг († 1377) и Мехтилд фон Геминген
- Конрад фон Хиршхорн († 7 март 1413)